# Štefan Pongrác
Svatý Štefan Pongrác (také jako Pongrácz) (* Alvinc Vint, dnes Vint de Jos, Rumunsko 1582 - † Košice 1619) je jeden ze tří svatých košických mučedníků.
Jeho předkové pocházeli ze šlechtického rodu Pongráců (Pongrácz, Pankrác), kteří se v 13. století usadili v Liptově (pravděpodobně se přistěhovali z Čech) a za své zásluhy byli povýšeni mezi uherskou šlechtu.
Štefan Pongrác pocházel ze sedmihradské větve tohoto rodu.
Studoval na jezuitském kolegium v Kluži (Rumunsko). V roce 1602 vstoupil Štefan Pongrác do noviciátu jezuitského řádu. Později studoval filozofii v Praze a v Lublani. Teologii absolvoval v roce 1615 v Štýrském Hradci a byl vysvěcen na kněze.
V roce 1615 založil Štefan Pongrác jezuitské kolegium v Humenném. O tři roky na to byl vyslán provinciálem řádu do Košic, aby pomohl při rekatolizaci města.
V noci ze 6. na 7. září 1619 byl umučen spolu se sv. Markem Križinem a sv. Melicharem Grodeckim poté, co se odmítl vzdát katolické víry.
Za svatého byl Štefan Pongrác vyhlášen papežem sv. Janem Pavlem II. roku 1995 na košickém letišti spolu se sv. Markem Križinem a sv. Melicharem Grodeckim.